# 武術中的剛與柔
刚与柔在武术中指两种力量使用和对抗策略倾向，它们源自中国武术的文化和技术传统。这两个概念不仅涉及力量的运用，还包括身体的移动方式、对抗的策略以及心理的调适。“刚”代表的是力量的直接运用，是快速、有力的正面攻击和防守。“柔”通常指更为细腻、灵活的技巧，强调以柔克刚、借力打力。柔的技术不仅仅是避实就虚，更包括暂时顺服并利用对手的力量进行反击，以弱胜强。
在一般印象中，少林功夫等拳种被认为是“刚”的而太极拳等武功被认为是“柔”的。

## 延伸阅读
- 柔道
- 剛柔流